# Drejeled
Et drejeled er en form for ægte led med kun én enkelt frihedsgrad. En knogle fungerer som akse, som den anden knogle drejer/roterer sig rundt om. I modsætning til et hængselsled, drejes der rundt om længderetningen af knoglerne. Articulatio atlantoaxialis mediana, leddet imellem C02's (Axis) tap og indhulingen i C01 (Atlas) er et eksempel på et drejeled.

## Referrencer
1. ↑  Bojsen-Møller, Finn (2014). Bevægeapparatets Anatomi (13 udgave). Munksgaard. ISBN 978-87-628-0900-0.